# Почесні громадяни смт Старий Крим
| Почесні громадяни смт Старий Крим | Почесні громадяни смт Старий Крим    | Почесні громадяни смт Старий Крим | Почесні громадяни смт Старий Крим | Почесні громадяни смт Старий Крим |
| --------------------------------- | ------------------------------------ | --------------------------------- | --- | --------------------------------- |
| №:                                | П. І. Б.                             | Дати життя                        | Діяльність | Дата присвоєння                   |
| 1.                                | Ангелос Асланідіс                    |                                   | Екс-президент Периферії Всесвітньої ради греків зарубіжжя країн Європи.                                                                 |                                   |
| 2.                                | Ніколас Мацис                        |                                   | |                                   |
| 3.                                | Кіор Антон Минович                   |                                   | |                                   |
| 4.                                | Кіор Ілля Петрович                   |                                   | |                                   |
| 5.                                | Коссе Василь Федорович               |                                   | |                                   |
| 6.                                | Бойко Володимир Семенович            | 20 вересня 1938                   | народний депутат України 4 скликання, голова правління — генеральний директор ВАТ «Маріупольський металургійний комбінат імені Ілліча». |                                   |
| 7.                                | Куркчі Костянтин Семенович           | 6 червня 1950                     | Заслужений металург України, заступник голови Федерації грецьких товариств України                                                      | 2000                              |
| 8.                                | Альбермах Лариса Костянтинівна       |                                   | |                                   |
| 9.                                | Сарбаш Іван Ареф'євич                |                                   | |                                   |
| 10.                               | Нефериді Магдалина Георгійовна       |                                   | |                                   |
| 11.                               | Хасапов Михайло Олександрович        |                                   | |                                   |
| 12.                               | Кривой Федір Михайлович              |                                   | |                                   |
| 13.                               | Кечеджі Олександр Іванович           |                                   | |                                   |
| 14.                               | Проценко-Пічаджі Олександра Іванівна | 8 січня 1949                      | Заслужений працівник культури України, громадський діяч, голова Федерації грецьких товариств України                                    |                                   |
| 15.                               | Чентуков Юрій Ілліч                  |                                   | |                                   |